# Marquette-en-Ostrevant
Marquette-en-Ostrevant est une commune française, située dans le département du Nord en région Hauts-de-France.

## Géographie

### Communes limitrophes
Les communes limitrophes sont Mastaing, Wasnes-au-Bac, Wavrechain-sous-Faulx, Bouchain, Émerchicourt et Marcq-en-Ostrevent.
| Émerchicourt       |                        | Mastaing              |
| Marcq-en-Ostrevent | Marquette-en-Ostrevant | Bouchain              |
| Wasnes-au-Bac      |                        | Wavrechain-sous-Faulx |

### Toponymie

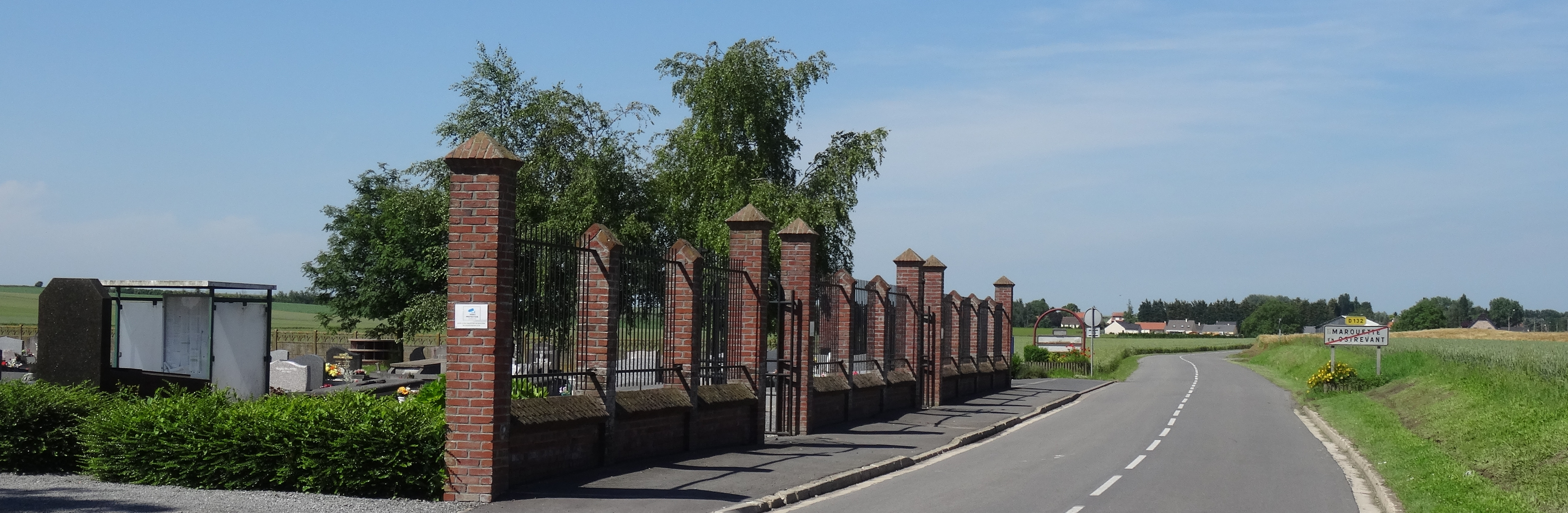
Une sortie de la commune, avec le cimetière.

Marketa, Tournoi d'Anchin, 1096. Marcheta, titre du chapitre de Sainte-Croix, 1139.
Issu du germanique marko, « marécage ».

### Hydrographie

#### Réseau hydrographique
La commune est située dans le bassin Artois-Picardie. Elle est drainée par la Naville Tortue,.

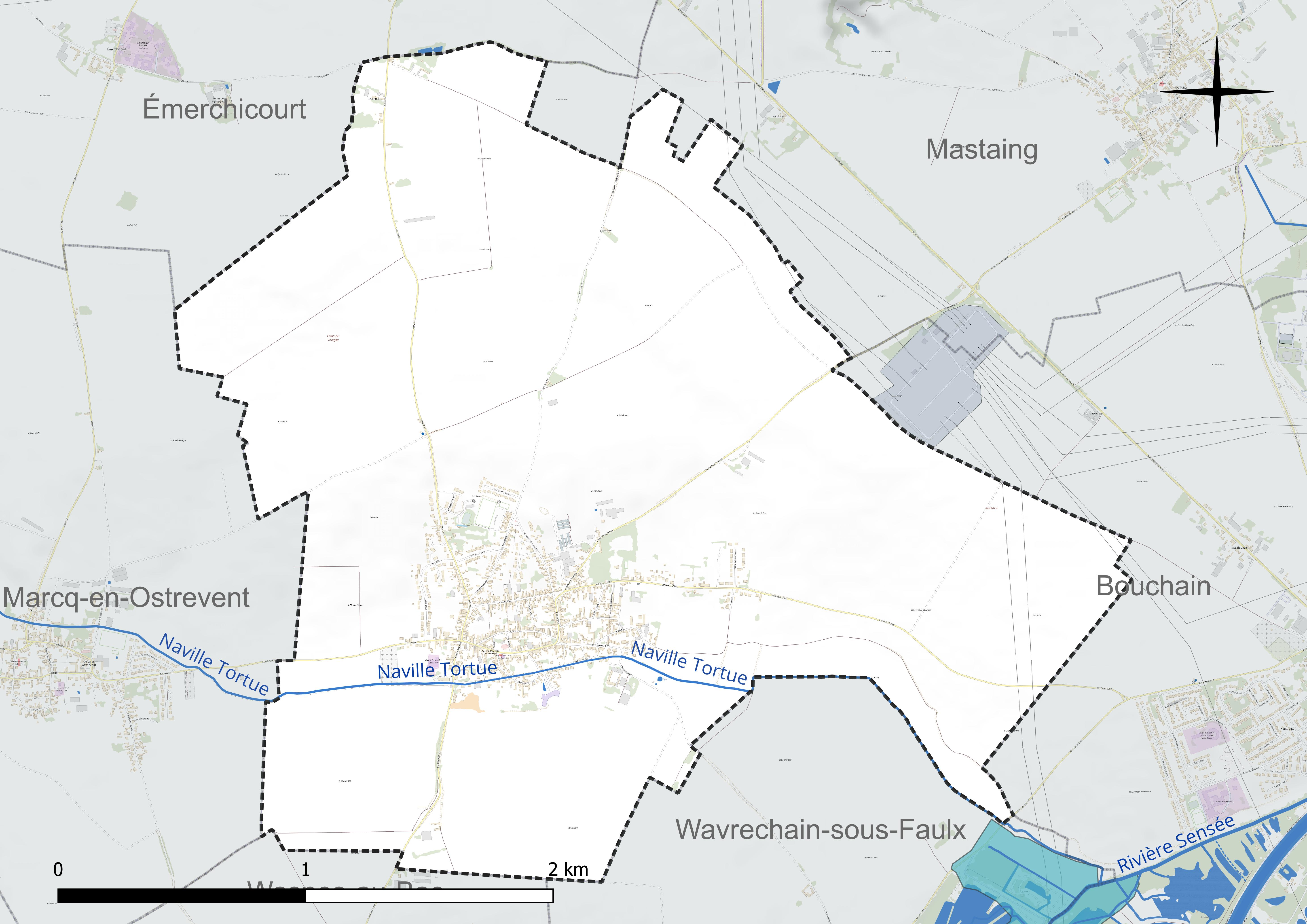
Réseau hydrographique de Marquette-en-Ostrevant.

#### Gestion et qualité des eaux
Le territoire communal est couvert par le schéma d'aménagement et de gestion des eaux (SAGE) « Sensée ». Ce document de planification concerne un territoire de 857 km2 de superficie, délimité par le bassin versant de la Sensée. Le périmètre a été arrêté le 14 janvier 2023 et le SAGE proprement dit a été approuvé le 21 février 2020. La structure porteuse de l'élaboration et de la mise en œuvre est le syndicat mixte Escaut et Affluents (SyMEA). 
La qualité des cours d'eau peut être consultée sur un site dédié géré par les agences de l'eau et l'Agence française pour la biodiversité. 

### Climat
Pour des articles plus généraux, voir Climat des Hauts-de-France et Climat du Nord.
En 2010, le climat de la commune est de type climat océanique dégradé des plaines du Centre et du Nord, selon une étude du CNRS s'appuyant sur une série de données couvrant la période 1971-2000. En 2020, Météo-France publie une typologie des climats de la France métropolitaine dans laquelle la commune est exposée à un climat océanique et est dans la région climatique  Nord-est du bassin Parisien, caractérisée par un ensoleillement médiocre, une pluviométrie moyenne régulièrement répartie au cours de l'année et un hiver froid (3 °C). 
Pour la période 1971-2000, la température annuelle moyenne est de 10,5 °C, avec une amplitude thermique annuelle de 14,8 °C. Le cumul annuel moyen de précipitations est de 735 mm, avec 12,2 jours de précipitations en janvier et 9,5 jours en juillet. Pour la période 1991-2020, la température moyenne annuelle observée sur la station météorologique la plus proche, située sur la commune de Douai à 16 km à vol d'oiseau, est de 11,0 °C et le cumul annuel moyen de précipitations est de 729,2 mm,. Pour l'avenir, les paramètres climatiques de la commune estimés pour 2050 selon différents scénarios d'émission de gaz à effet de serre sont consultables sur un site dédié publié par Météo-France en novembre 2022.

## Urbanisme

### Typologie
Au 1er janvier 2024, Marquette-en-Ostrevant est catégorisée bourg rural, selon la nouvelle grille communale de densité à sept niveaux définie par l'Insee en 2022.
Elle est située hors unité urbaine et hors attraction des villes,.

### Occupation des sols
L'occupation des sols de la commune, telle qu'elle ressort de la base de données européenne d'occupation biophysique des sols Corine Land Cover (CLC), est marquée par l'importance des territoires agricoles (88 % en 2018), en diminution par rapport à 1990 (91,7 %). La répartition détaillée en 2018 est la suivante : 
terres arables (88 %), zones urbanisées (12 %). L'évolution de l'occupation des sols de la commune et de ses infrastructures peut être observée sur les différentes représentations cartographiques du territoire : la carte de Cassini (XVIIIe siècle), la carte d'état-major (1820-1866) et les cartes ou photos aériennes de l'IGN pour la période actuelle (1950 à aujourd'hui).

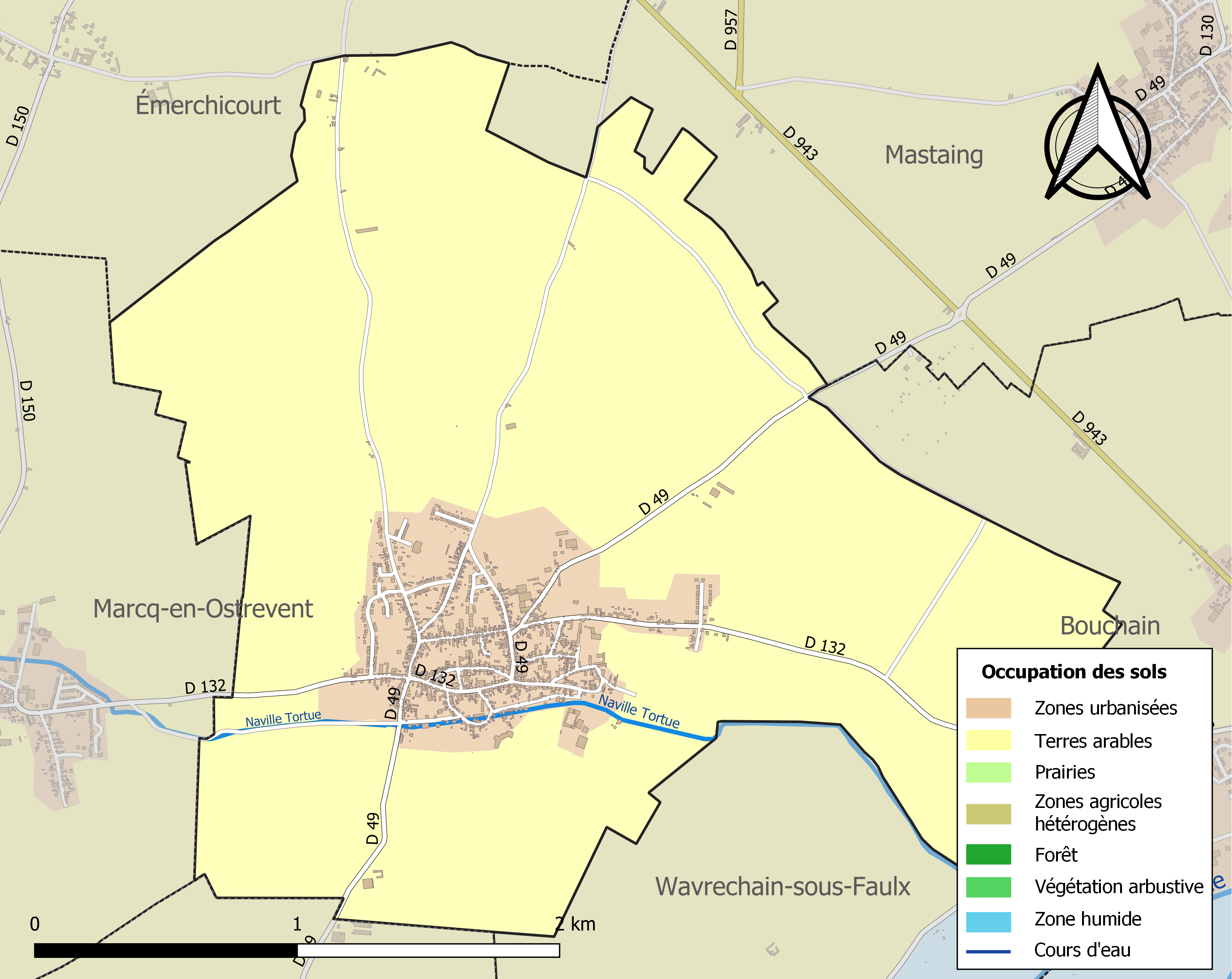
Carte des infrastructures et de l'occupation des sols de la commune en 2018 (CLC).

### Voies de communications et transports
La commune est desservie par la ligne 112 du réseau urbain Transvilles et par la ligne 827 du réseau interurbain Arc-en-Ciel 3.

## Histoire
Jean de Marquetes combat et trouve la mort lors de la bataille d'Azincourt en 1415.
En 1500 le marquis de Roubaix campe à Marquette-en-Ostrevant après le siège de Cambrai.
Daniel de Hertaing, seigneur de Marquette-en-Ostrevant jusqu'en 1610.
En 1711 Villars s'y poste pour empêcher duc de Marlborough d'assiéger Bouchain (Nord).
Vers 1750, Jean-Jérôme-Joseph Grenet de Marquette, seigneur de Marquette, est le fils de Jérôme-Joseph Grenet de Marquette, chevalier, conseiller de la ville de Lille, subdélégué de l'Intendant à Cambrai, anobli en 1743, substitut du procureur du roi, et de Mademoiselle de Hoves. Jean-Jérôme -Joseph devient conseiller-pensionnaire (conseiller juridique) de Lille. Il achète les terres de Wasmes et de Blérancourt et meurt le 25 février 1787. Il épouse en 1744 Antoinette-Joseph-Thérèse Aulent, fille de Pierre-Alexandre, seigneur de la Longuerie, et conseiller de la gouvernances, et de demoiselle Chauwin.
Jérôme-Joseph Grenet de Marquette, fils de Jean-Jérôme-Joseph, est marquis de Blérancourt, seigneur de Marquette. Il épouse le 16 juillet 1778 à Paris, Alexandrine-Joseph de Chabenat de Bonneuil, fille d'André-Charles-Louis, président de la deuxième chambre des enquêtes au Parlement de Paris. Alexandrine-Joseph meurt à Paris le 19 avril 1785. Son mari épouse le 26 avril 1785 (une semaine plus tard) Marie-Albertine Imbert de la Basecque.

### Tendances politiques et résultats
Lors du premier tour des élections municipales le 15 mars 2020, dix-neuf sièges sont à pourvoir ; on dénombre 1 239 inscrits, dont 561 votants (45,28 %), 14 votes blancs (2,5 %) et 498 suffrages exprimés (88,77 %). La liste Agissons pour une commune dynamique et moderne menée par le maire sortant Jean-Marie Tondeur recueille l'intégralité des suffrages exprimés, étant la seule à se présenter.

### Liste des maires successifs
Maire en 1802-1803 : Rousseau.
Maire en 1807 : Desfontaine.
La mairie de Marquette-en-Ostrevant dresse ainsi la liste des maires :
| Période | Période  | Identité              | Étiquette | Qualité |
| ------- | -------- | --------------------- | --------- | ------- |
| 1919    | 1956     | Jean-Baptiste Canonne |           |         |
| 1956    | 1983     | Charlot Cousin        |           |         |
| 1983    | 2001     | Toussaint Plet        |           |         |
| 2001    | En cours | Jean-Marie Tondeur    |           |         |

### Instances judiciaires et administratives
La commune relève du tribunal d'instance de Valenciennes, du tribunal de grande instance de Valenciennes, de la cour d'appel de Douai, du tribunal pour enfants de Valenciennes, du conseil de prud'hommes de Valenciennes, du tribunal de commerce de Valenciennes, du tribunal administratif de Lille et de la cour administrative d'appel de Douai.

## Population et société

### Démographie

#### Évolution démographique
L'évolution du nombre d'habitants est connue à travers les recensements de la population effectués dans la commune depuis 1800. Pour les communes de moins de 10 000 habitants, une enquête de recensement portant sur toute la population est réalisée tous les cinq ans, les populations de référence des années intermédiaires étant quant à elles estimées par interpolation ou extrapolation. Pour la commune, le premier recensement exhaustif entrant dans le cadre du nouveau dispositif a été réalisé en 2004.

En 2022, la commune comptait 1 953 habitants, en évolution de +4,94 % par rapport à 2016 (Nord : +0,51 %, France hors Mayotte : +2,11 %).
| 1800  | 1806  | 1821  | 1831  | 1836  | 1841  | 1846  | 1851  | 1856  |
| ----- | ----- | ----- | ----- | ----- | ----- | ----- | ----- | ----- |
| 1 304 | 1 339 | 1 439 | 1 616 | 1 657 | 1 772 | 1 826 | 1 829 | 2 000 |

| 1861  | 1866  | 1872  | 1876  | 1881  | 1886  | 1891  | 1896  | 1901  |
| ----- | ----- | ----- | ----- | ----- | ----- | ----- | ----- | ----- |
| 2 152 | 2 276 | 2 257 | 2 425 | 2 472 | 2 436 | 2 434 | 2 403 | 2 430 |

| 1906  | 1911  | 1921  | 1926  | 1931  | 1936  | 1946  | 1954  | 1962  |
| ----- | ----- | ----- | ----- | ----- | ----- | ----- | ----- | ----- |
| 2 363 | 2 326 | 1 962 | 2 124 | 2 076 | 2 042 | 1 830 | 1 865 | 1 945 |

| 1968  | 1975  | 1982  | 1990  | 1999  | 2004  | 2006  | 2009  | 2014  |
| ----- | ----- | ----- | ----- | ----- | ----- | ----- | ----- | ----- |
| 1 867 | 1 742 | 1 670 | 1 498 | 1 514 | 1 514 | 1 517 | 1 651 | 1 810 |

| 2019  | 2022  | - | - | - | - | - | - | - |
| ----- | ----- | - | - | - | - | - | - | - |
| 1 897 | 1 953 | - | - | - | - | - | - | - |

#### Pyramide des âges
La population de la commune est relativement jeune.
En 2018, le taux de personnes d'un âge inférieur à 30 ans s'élève à 38,2 %, soit en dessous de la moyenne départementale (39,5 %). À l'inverse, le taux de personnes d'âge supérieur à 60 ans est de 23,6 % la même année, alors qu'il est de 22,5 % au niveau départemental.
En 2018, la commune comptait 909 hommes pour 976 femmes, soit un taux de 51,78 % de femmes, légèrement supérieur au taux départemental (51,77 %).
Les pyramides des âges de la commune et du département s'établissent comme suit.
| Hommes | Classe d’âge | Femmes |
| ------ | ------------ | ------ |
| 0,8    | 90 ou +      | 2,1    |
| 5,1    | 75-89 ans    | 9,8    |
| 15,5   | 60-74 ans    | 13,6   |
| 18,0   | 45-59 ans    | 15,7   |
| 21,1   | 30-44 ans    | 21,9   |
| 15,8   | 15-29 ans    | 15,5   |
| 23,6   | 0-14 ans     | 21,4   |

| Hommes | Classe d’âge | Femmes |
| ------ | ------------ | ------ |
| 0,5    | 90 ou +      | 1,4    |
| 5,3    | 75-89 ans    | 8,1    |
| 14,8   | 60-74 ans    | 16,2   |
| 19,1   | 45-59 ans    | 18,4   |
| 19,5   | 30-44 ans    | 18,7   |
| 20,7   | 15-29 ans    | 19,1   |
| 20,2   | 0-14 ans     | 18     |

## Culture et patrimoine

### Lieux et monuments
- L'église Saint-Martin

### Personnalités liées à la commune
- Daniel de Hertaing, Seigneur de Marquette

### Héraldique
|  | Les armes de Marquette-en-Ostrevant se blasonnent ainsi : "D'azur semé de billettes d'argent, au croissant du même brochant sur le tout." |

### Folklore

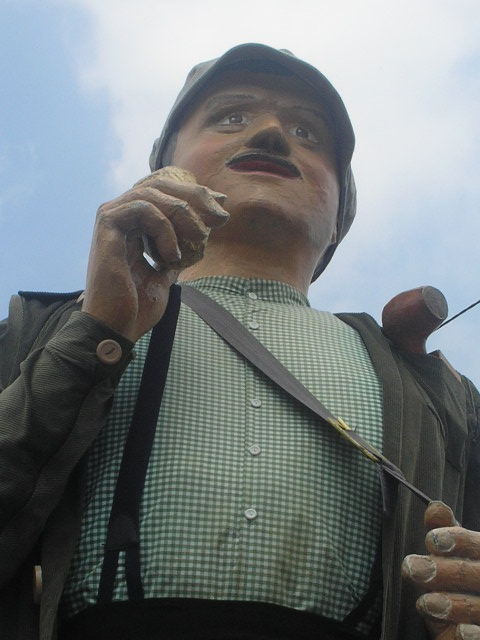
Oscar el voleur ed pinn'ter

- Le géant Oscar El Voleur ed Pinn'Ter
- Foire à la Pomme de Terre